# Amores (novela)
Amours es una novela autobiográfica de Paul Léautaud , publicada en 1958 por la editorial Mercure de France. Léautaud la escribió durante el año 1906. El escritor de 34 años recuerda a su primer amor, Jeanne Ambert, hermana de Léon Ambert, un compañero de la época. La novela aborda temas como la relación con las mujeres, la familia, la amistad o los vínculos entre los sentimientos románticos y el amor físico.

## Cita
"Mes souvenirs, en effet, s'arrêtent là, de ce grand jour où je fis avec Jeanne, et pour la première fois, l'amour pour de bon. Ce n'est même pas la peine que je me fatigue à chercher. Je revois ce corps d'un rose pâle, ces seins pleins et durs, ce visage brillant d'ardeur, d'autres beautés encore plus intéressantes..."